# Tito Larcio
Tito Larcio Flavo (in latino Titus Larcius; fl. VI-V secolo a.C.) è stato un politico e generale romano del VI e del V secolo a.C., membro di una famiglia etrusca, la gens Larcia, insediata a Roma da molto tempo.

## Biografia
Fratello di Spurio Larcio, che fu accanto ad Orazio Coclite nella difesa del pons Sublicius contro gli Etruschi di Porsenna, due volte console, fu scelto come primo dittatore della storia romana.
Quando era console nel 501 a.C. fu scelto come dittatore (si trattava della prima volta che fu attribuita la carica) per comandare l'esercito contro le trenta città latine che avevano giurato di reintegrare Tarquinio il Superbo a Roma, cui si temeva si sarebbero alleati i Sabini, mentre come magister equitum fu scelto Spurio Cassio Vecellino. Nonostante i preparativi per la guerra, e i tentativi del console dittatore di recuperare qualche città latina alla causa romana, questa non avrebbe avuto inizio che nel 499 a.C.
(Tito Livio, Ab Urbe condita libri, II, 18)
Fu eletto console di nuovo tre anni più tardi, nel 498 a.C. con il collega Quinto Clelio Siculo; mentre il console collega curava la politica in città, Larcio condusse le forze romane contro Fidenae, riuscendo a ottenerne la resa dopo averla cinta d'assedio, e nel 494 a.C. gli fu affidato il controllo della città mentre le dieci legioni romane in armi ne uscivano per affrontare i Volsci, i Sabini e gli Equi.
Contrastò le misure dure contro i Latini ed inoltre si interessò al miglioramento della sorte dei plebei.